# Universal Music Russia

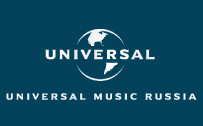
logo di Universal Music Russia

La Universal Music Russia è una etichetta discografica russa, nonché il ramo locale della Universal Music Group.
La major ha cessato le operazioni pubblicamente nell'industria discografica della Federazione Russa a seguito dell'invasione dell'Ucraina; tuttavia, in un articolo pubblicato da Forbes Russia il 30 aprile 2025, è stato annunciato dalla direttrice di Yandex, azienda che gestice il principale servizio di streaming musicale nel Paese, un «possibile ritorno» dell'azienda in Russia in un mercato incentrato su contenuti in lingua russa.